# Ariella Farneti
Ariella Farneti (Forlimpopoli, 2 giugno 1921 – Meldola, 27 ottobre 2006) è stata una politica italiana.

## Biografia
Figlia di commercianti ambulanti, conseguì il diploma di maestra elementare. Per quanto la sua famiglia fosse di orientamento antifascista, durante il ventennio, analogamente a molte coetanee, Ariella fece parte di organizzazioni femminili fasciste, come le Piccole e le Giovani Italiane.
Durante la seconda guerra mondiale, entrò nella Resistenza italiana come staffetta partigiana. Nell'ottobre 1944 si iscrisse al Partito Comunista Italiano, in cui organizzò il movimento femminile dopo la Liberazione.
Alle elezioni amministrative del 1946 fu eletta consigliera comunale a Meldola, divenendo poi assessore all'assistenza. Nel 1947 divenne direttrice dell'Associazione ragazze italiane affiliata all'UDI e si impegnò nella Commissione femminile della Federazione comunista forlivese; in seguito frequentò la scuola di formazione politica nazionale femminile del PCI a Faggeto Lario.
Nel 1949 venne eletta Segretario generale della Federazione degli operai tessili (FIOT) in occasione del Congresso della CGIL, entrando a far parte anche della Commissione femminile della Camera del Lavoro di Forlì, organizzando le lotte nelle fabbriche per la parità salariale e la tutela della maternità; durante uno sciopero, venne ferita alla testa dalla Polizia. Dopo l'emanazione della legge sulle lavoratrici madri del 1950, fu tra le promotrici per la realizzazione del primo asilo nido aziendale forlivese negli stabilimenti della Mangelli.
Nel 1950, a seguito della sospensione prefettizia del sindaco Antonio Datteri, Farneti venne nominata sostituta, divenendo così la prima sindaca della Romagna e rimanendo in carica per circa un anno. In seguito diresse l'UDI forlivese, venendo poi eletta sindaco di Meldola dal 1956 al 1964.
Venne eletta senatrice per due legislature, dal 1963 al 1972, venendo nominata anche capogruppo dei senatori comunisti. Durante il mandato parlamentare si occupò del riconoscimento del lavoro femminile e dei diritti delle lavoranti a domicilio, della riforma della scuola con l'istituzione del tempo pieno alle scuole elementari.
Dalla seconda metà degli anni 1970, fu per i successivi vent'anni nuovamente consigliera comunale, assessore e vice-sindaco a Meldola.